# خمسة أصابع لأجل مرسيليا (فلم)
خمسة أصابع لأجل مرسيليا (بالإنجليزية: Five Fingers for Marseilles) هُو فيلم إثارة وويسترن جنوب أفريقي صدر سنة 2017 وأخرجه مايكل ماثيوز. عُرض الفيلم ضمن فئة الاكتشاف في دورة سنة 2017 من مهرجان تورنتو السينمائي الدولي.

## طاقم التمثيل
- فويو دابولا في دور تاو.
- زيثو دلومو في دور ليراتو.
- هاميلتون دلاميني في دور سيبوكو.
- كينيث نكوسي في دور بونغاني.
- مدودوزي ماباسو في دور لوياندا.
- أوبري بولو في دور أوناثي.
- ليزوي فيلاكازي في دور سيزوي.
- أنتوني أوسيمي في دور كونغو.
- جيري موفوكينغ في دور جونا.
- نتسيكا تيو في دور زولو.
- كينيث فوك في دور وي.
- وارن ماسيمولا في دور ثوتو.
- غارث بريتينباخ في دور الضابط دي فريس.

## الاستقبال النقدي
حصل الفيلم على موقع الطماطم الفاسدة على نسبة مُوافقة تبلغ 80٪ بناءً على 15 مراجعة، مع مُتوسط تقييم 6.9/10.

## روابط خارجية
مقالات تستعمل روابط فنية بلا صلة مع ويكي بيانات